# Reinhard Moritz Horstig

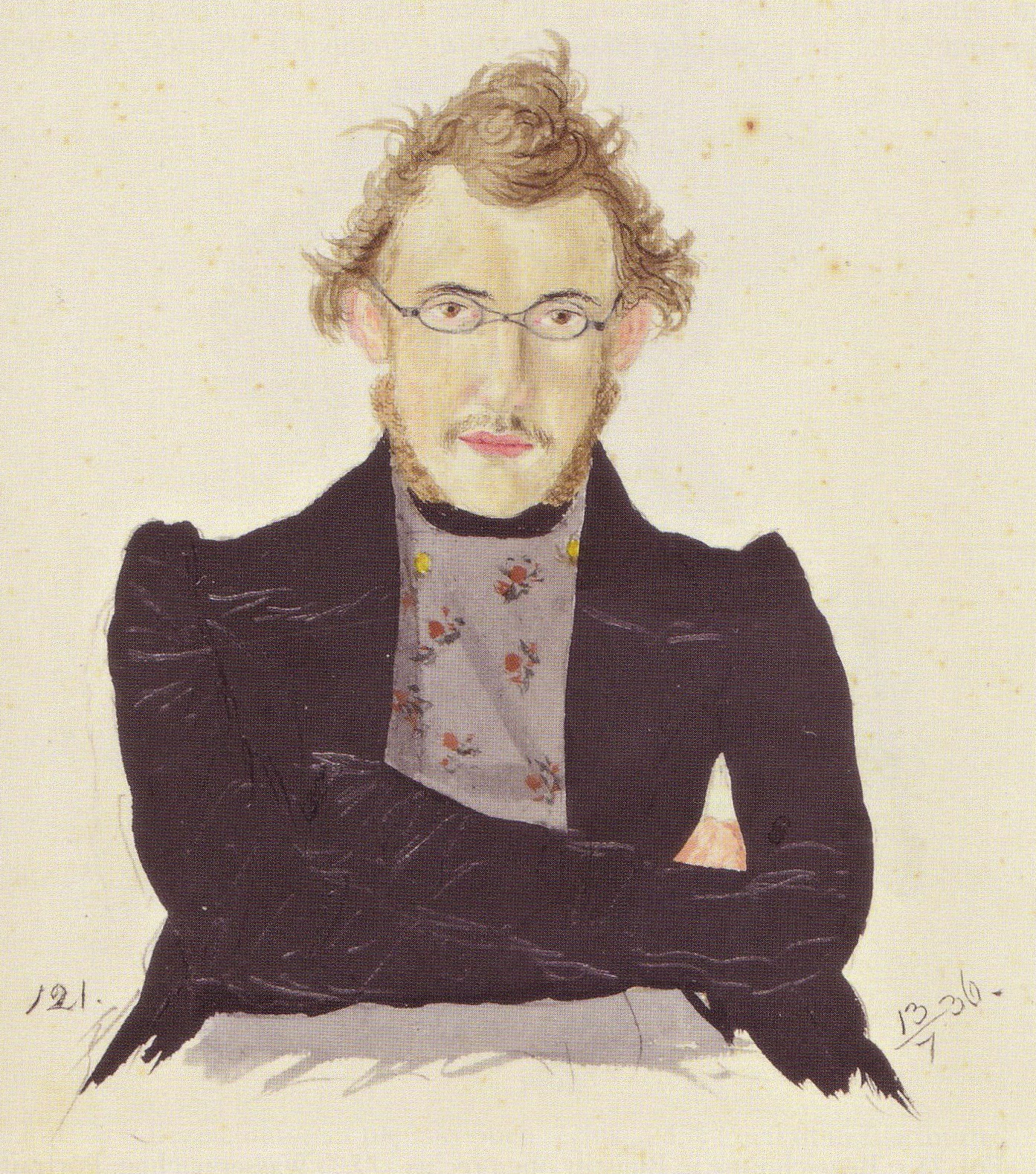
Moritz Horstig (1836)

Reinhard Moritz Horstig (* 6. Januar 1814 in Guben, Niederlausitz; † 27. März 1865 in Stolp, Pommern) war ein deutscher Philologe und Gymnasiallehrer.

## Leben
Als Sohn des Archidiakons besuchte Horstig das Gymnasium Guben, von dem er 1836 mit dem Abitur abging. Er studierte Philologie und Evangelische Theologie an der Albertus-Universität Königsberg und der Friedrich-Wilhelms-Universität Berlin. In den Blättern der Erinnerung von Wilhelm Schmiedeberg ist ein studentisches Porträtaquarell von ihm überliefert.
Nachdem er bei der wissenschaftlichen Prüfungskommission in Berlin das Examen pro facultate docendi bestanden hatte, absolvierte er das Probejahr ab Michaelis 1839 in seiner Heimatstadt. Ein Jahr als Adjunkt nach Putbus berufen, schied er schon im Sommer 1842 aus. 1843 kam er an das Joachimsthalsche Gymnasium in Berlin. Zu Weihnachten desselben Jahres wurde er dort als ordentlicher Lehrer und Adjunkt bestellt. Ostern 1847 kam er als Lehrer für Latein und Religion an die Realschule in Stolp. Als sie Ostern 1857 in ein Gymnasium umgewandelt wurde, beförderte man Horstig zum Oberlehrer. Seit längerem erkrankt, musste er den Unterricht reduzieren und im November 1864 ganz einstellen. Er starb mit 51 Jahren.
Er beschäftigte sich wissenschaftlich mit den lateinischen Dichtern, insbesondere Cornelius Nepos, sowie der Landesgeschichte.

## Schriften
- Anthologie aus lateinischen Dichtern. H. M. Fritsch, Stolp 1852
- Cornelii Nepotis vitae excellentium imperatorum. Mit einem Wörterbuche zum Schulgebrauch. Wittenberg 1852. 2. Auflage 1862. 3. Auflage 1867. 4. Auflage Reichenbach, Leipzig 1871 Volltext
- Vollständiges Wörterbuch zu den Lebensbeschreibungen des Cornelius Nepos. H. M. Fritsch, Stolp 1854
- Drei Kapitel über die frühere Geschichte Brandenburgs. Schulprogramm Gymnasium Stolp. Stolp 1856
- Colberg im Jahre 1807. Eine Jubelschrift. Kölling, Stolp 1857 Volltext
- Quaestionum Duridearum, Particula I. Stolp 1862.